# راينر فونك
راينر فونك هو سياسي ألماني، ولد في 18 نوفمبر 1940 في برلين في ألمانيا. نشط حزبياً في الحزب الديمقراطي الحر. وقد انتخب كاتب دولة ‏ (1991 – 1998) وانتخب سكرتير برلماني في ألمانيا ‏ وانتخب عضو في البوندستاغ الألماني خلال فترته النيابية ‏ (4 نوفمبر 1980 – 29 مارس 1983).

## وصلات خارجية
- راينر فونك على موقع مونزينجر (الألمانية)